# سفارت ارمنستان در مکزیکوسیتی
سفارت ارمنستان در مکزیکوسیتی ()، نمایندگی دیپلماتیک جمهوری ارمنستان در مکزیکوسیتی پایتخت ایالات متحد مکزیک می‌باشد که در شماره ۱۰۵۵ خیابان قله اورست، لوماس د چاپولتِپِک در منطقهٔ میگل ایدالگو، مکزیکوسیتی واقع شده است. روابط دیپلماتیک بین دو کشور در سال ۱۹۹۲ برقرار شده است. هم‌اکنون [[]] مقام سفیر جمهوری ارمنستان در مکزیکوسیتی را عهده‌دار است.

## اطلاعات
- آدرس:
- تلفن:۰۰۵۲۱۵۵ ۶۳۸ ۱۵۰۸۹
- ایمیل: armmexicoembassy@mfa.am

## یادداشت
1. ↑  Monte Everest 1055, Lomas de Chapultepec, Miguel Hidalgo, C.P. 11000 Ciudad de Mexico